# 1314
Cette page concerne l'année 1314  du calendrier julien. Pour l'année 1314 av. J.-C., voir 1314 av. J.-C.
L'année 1314 est une année commune qui commence un mardi.

## Événements
- Mauvaises récoltes dans une grande partie de l’Europe du Nord, de 1314 à 1316, à cause de précipitations annuelles bien au-dessus de la moyenne, l'année 1315 ayant été la pire. Des millions de personnes seraient alors mortes de faim ou d'épidémies corrélatives sur le continent (dont entre 5 et 10 % de la population française de l'époque)[1].

- Février : reprise de la guerre civile à Gênes entre les partisans des Doria et des Spinola. Les Guelfes chassent les Gibelins divisés[2]. Création d'un conseil des Vingt-quatre avec un podestat à sa tête (fin en 1317).
- 14 mars : Robert de Naples est institué par le pape vicaire impérial pour toute l'Italie[3].
- 18 mars : le grand maître de l'ordre des Templiers, Jacques de Molay est brûlé sur l'ordre de Philippe IV le Bel sur l’île des Javiaux (Île aux Juifs, îlot situé sur la partie méridionale de l'actuel Square du Vert-Galant, à la pointe de l'Île de la Cité), à Paris[4].
- Avril : adultère des belles-filles du roi de France à la tour de Nesle : leurs amants, les frères Philippe et Gauthier d'Aunay, sont roués, écorchés vifs, châtrés et décapités à Pontoise  (19 avril). Les princesses coupables, après avoir dû assister aux exécutions[5], sont enfermées à Château-Gaillard. Marguerite de Bourgogne est répudiée. Louis X la fera peut-être étrangler (1315). Jeanne de Bourgogne sera reprise par son mari Philippe le Long[6].
- 20 avril : mort du pape Clément V à Roquemaure.
- 14 juin : les Gibelins reprennent le pouvoir à Lucques[7]. Début de la dictature de Castruccio Castracani à Lucques (fin en 1328). Il combat en France, en Lombardie puis rentre à Lucques en 1320.

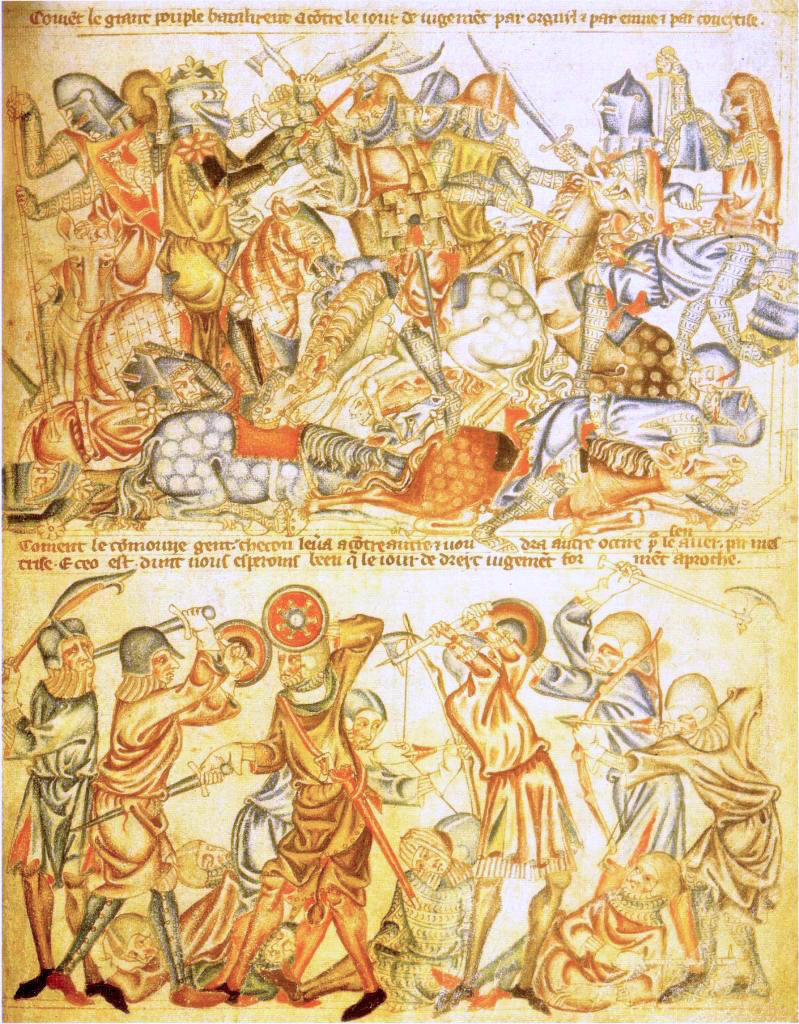
23-24 juin : bataille de Bannockburn

- 23 - 24 juin : Robert Ier Bruce, roi d'Écosse, défait les Anglais à la bataille de Bannockburn[8].
- 1er août : réunion des États généraux à Paris par Philippe IV le Bel. Ils décident de l'annexion de la Flandre et votent la levée d'un impôt, la taille, pour en financer la conquête[9]. Pour la première fois l’État français décide du prélèvement d'un impôt direct sur l’ensemble du territoire.
- Août : Robert Ier de Naples débarque à Castellammare en Sicile et met le siège devant Trapani. Le siège s'enlise jusqu'en décembre[10].
- 20 octobre : élection à  Francfort de Louis IV, empereur romain germanique (règne jusqu'en 1346). Frédéric le Bel est élu pratiquement en même temps anti-roi de Germanie (fin en 1322). Il s'ensuit une guerre entre les deux compétiteurs pour le pouvoir au Saint-Empire (fin en 1322)[11].
- 25 novembre : couronnement de Frédéric le Bel à Bonn[11].
- 26 novembre : couronnement de Louis IV du Saint-Empire à Aix-la-Chapelle[12].
- 29 novembre : la mort inattendue du roi de France Philippe IV le Bel entraîne l'arrivée sur le trône de son fils Louis X, dit le Hutin, dont le règne sera court (jusqu'en 1316). Il était déjà roi de Navarre depuis 1305. La Champagne, qui faisait partie de la dot de la reine-mère, est définitivement rattachée à la couronne de France.
  - Révolte des seigneurs en France, calmés par des concessions et par la pendaison du chambellan Enguerrand de Marigny en 1315[13].
- 17 décembre : trêve entre Robert de Naples et Frédéric II de Sicile[14].

- Début du règne de Amda Seyon Ier, roi d’Éthiopie (fin en 1344)[15].
- En Inde, mort de Ajayasimha. Début du règne de Hammîr (mort en 1378)[16], qui libère l’État de Mewâr (Rajasthan) du sultan de Delhi, qui après la découverte de mines d’argent au XIVe siècle deviendra une puissance commerciale importante.
- Evrard de Médicis devient gonfalonier de Justice à Florence[17].
- Les Chevaliers de Rhodes s'emparent de Cos[18].